# Micragone fluminis
Micragone fluminis är en fjärilsart som beskrevs av Philippe Darge 1976. Micragone fluminis ingår i släktet Micragone och familjen påfågelsspinnare. Inga underarter finns listade i Catalogue of Life.